# تيم والش (مغني)
تيم والش (بالإنجليزية: Tim Walsh)‏ هو منتج أسطوانات ومهندس الصوت ومغن مؤلف ومغني ومهندس أمريكي، ولد في 26 يناير 1975.

## وصلات خارجية
- الموقع الرسمي
- تيم والش على موقع ميوزك برينز (الإنجليزية)
- تيم والش على موقع ميوزك برينز (الإنجليزية)
- تيم والش على موقع ديسكوغز (الإنجليزية)